# Pielęgniarka społeczna
Pielęgniarka społeczna – pielęgniarka przygotowana w zakresie pracy socjalnej, współdziałająca w polepszaniu warunków zdrowotnych, w których funkcjonuje człowiek. Jej działania mają charakter pielęgnacyjno-opiekuńczy i społeczno-wychowawczy.
Działalność pielęgniarki społecznej dotyczy pielęgnowania zdrowia, zapobiegania chorobom i inwalidztwu, opieki nad obłożnie i przewlekle chorymi w domu, opieki nad niemowlęciem, kobietą w ciąży, matką karmiącą, osobami starymi i niedołężnymi. Występuje ona m.in. do różnych instytucji w imieniu pacjenta lub na jego prośbę oraz pomaga w umieszczeniu przewlekle chorych na oddziałach opieki długoterminowej. Do zadań pielęgniarki społecznej należy także m.in.:
- udzielenie rodzinie chorego (lub opiekunom) informacji dotyczących postępowania z przewlekle lub obłożnie chorym, kalekim lub nieuleczalnie chorym pacjentem (opartych na zaleceniach lekarza leczącego);
- zapewnienie pacjentom bezdomnym ubrania, miejsca pobytu (m.in. w schronisku, noclegowni, domu pomocy społecznej, domu samotnej matki, oddziale dla przewlekle chorych lub opieki długoterminowej) oraz pochówku (w razie zgonu);
- występowanie do sądu rodzinnego o skierowanie dzieci pozbawionych opieki domowej do placówki opiekuńczo-wychowawczej;
- kontrola środowiska chorego (warunków mieszkaniowych i rodzinnych) mająca zapewnić mu pomoc lub skierowanie w odpowiedniej placówki (m.in. domu pomocy społecznej lub zakładu pielęgnacyjno-opiekuńczego);
- pomoc w stworzeniu warunków do odbycia połogu samotnym matkom po wypisaniu ich ze szpitala;
- pomoc w adopcji (m.in. przewiezienie dziecka do rodziny zastępczej lub oddziału proadopcynego).